# Declaración unilateral de independencia de Cataluña de 2017

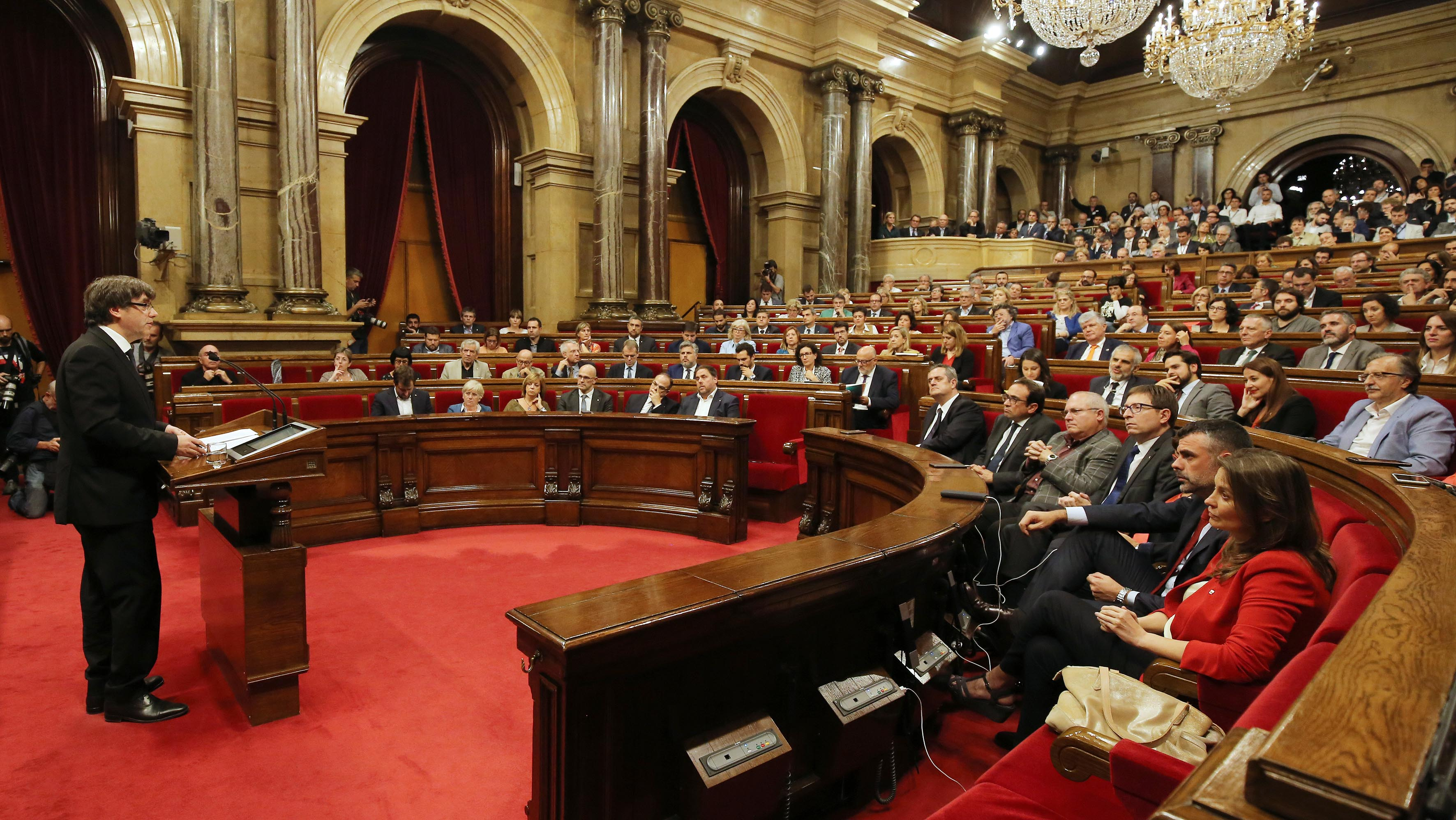
Carles Puigdemont anunciando al Parlamento de Cataluña el resultado del referéndum independentista.

La declaración unilateral de independencia de Cataluña fue un texto político en el que se proclamó la independencia de Cataluña del Reino de España y el establecimiento de la República Catalana como un «Estado independiente y soberano, de derecho, democrático y social» aunque su eficacia fue suspendida por el mismo presidente de la Generalidad de Cataluña apenas 44 segundos después de la declaración de independencia. Ningún Estado del resto del mundo reconoció este hecho político.
La resolución fue firmada el 10 de octubre de 2017 por la mayoría independentista del parlamento regional de Cataluña, en ausencia del resto de fuerzas políticas, tras la victoria del sí en el referéndum de independencia celebrado el 1 de octubre, que había sido suspendido por el Tribunal Constitucional de España y que, finalmente, fue declarado inconstitucional.
El 27 de octubre de 2017, dicha declaración fue sometida a votación en el Parlamento de Cataluña y aprobada por 70 votos a favor, 2 votos en blanco y 10 votos en contra, habiendo abandonado el pleno antes de la votación los 53 parlamentarios de los partidos Ciudadanos, Partido Popular y Partit dels Socialistes de Catalunya (PSC).
La declaración disponía la entrada en vigor de la Ley de transitoriedad jurídica y fundacional de la República y el inicio del «proceso constituyente, democrático, de base ciudadana, transversal, participativo y vinculante».
El Tribunal Constitucional suspendió la declaración el 31 de octubre de 2017 y dictó su inconstitucionalidad el 8 de noviembre del mismo año, al afirmar que vulneraba los artículos 23 de la Constitución española y el 29.1 del Estatuto de Autonomía catalán.

## Antecedentes

### La aprobación de la Ley del Referéndum y la Ley de Transitoriedad
El 6 de septiembre de 2017, el Parlamento de Cataluña, en un pleno rodeado de una fuerte polémica, aprobó la convocatoria de un Referéndum vinculante sobre la independencia de Cataluña, con los votos a favor de los parlamentarios de Junts pel Sí y la CUP. Los partidos de la oposición se negaron a votar dicha ley, excepto Catalunya Sí que es Pot que se abstuvo. De acuerdo a la ley de ese referéndum, se proclamaría la independencia dos días después de la publicación de los resultados oficiales si el "sí" obtenía más votos que el "no", sin requerir una participación mínima.
Dos días después, el Parlamento de Cataluña aprobó también la Ley de transitoriedad jurídica y fundacional de la República Catalana, que entraría en vigor si se proclamaba la independencia, convirtiéndose en la norma suprema del ordenamiento jurídico de la Cataluña independiente mientras no se aprobara la Constitución de la República.
Ambas leyes fueron suspendidas por el Tribunal Constitucional tras los recursos presentados por el Gobierno de España. A pesar de la suspensión, Carles Puigdemont, el Presidente de la Generalidad de Cataluña, ignoró dicha suspensión y afirmó que esas leyes seguían vigentes.

### Referéndum sobre la independencia
A pesar de encontrarse suspendido por el Tribunal Constitucional, el referéndum se celebró, sin ninguna garantía legal, el día 1 de octubre de 2017, consiguiendo según la Generalidad de Cataluña un 90 % de votos favorables a la independencia con un 43 % de participación. En el referéndum, los partidos contrarios a la independencia llamaron a no participar en el mismo por considerarlo ilegal.
Los resultados fueron ampliamente cuestionados tanto por las irregularidades detectadas durante el proceso, como por la falta de ratificación por un órgano independiente.
Entre las numerosas irregularidades detectadas el día del referéndum, se encuentra gente que votó varias veces o votos de extranjeros no incluidos en el censo. También se detectó el transporte de urnas sin precintar conteniendo votos en su interior, así como urnas en la calle en las que cualquier ciudadano sin ningún control censal podía depositar votos. Igualmente el gobierno español denunció que se cambiaron las reglas del referéndum 45 minutos antes del inicio de la votación. Entre las nuevas normas, se incluyó un censo universal con el que cualquier ciudadano podía votar en cualquier centro, aunque no fuera el que tenía asignado. También se aceptaron papeletas caseras no oficiales y votos sin sobre.
La validez del referéndum no ha sido reconocida ni por el Gobierno de España ni por la Unión Europea. Ningún país ha reconocido a la autollamada «república catalana». La misión de observadores internacionales concluyó que el referéndum no cumplió los estándares internacionales. Además, según un sondeo realizado por Metroscopia, el 61 % de los catalanes consideraba antes de la celebración del referéndum que el mismo no podría ser considerado válido internacionalmente.

### Traslado de sedes sociales
Tras la celebración del referéndum del 1 de octubre y el anuncio durante los días siguientes por parte de la Generalidad de que se aplicaría el resultado y se proclamaría la independencia, los empresarios catalanes expresaron su «máxima preocupación» y alertaron sobre las graves consecuencias económicas que tendría una declaración de independencia unilateral, «que sumiría al país en una situación extraordinariamente compleja y de consecuencias desconocidas pero, en cualquier caso, muy graves». Igualmente el sector hotelero alertó de las fuertes caídas de la reserva de habitaciones a causa del proceso independentista.
Pocos días después los principales bancos con sede en Cataluña decidieron trasladar sus sedes sociales fuera de la comunidad para evitar la fuga de depósitos debido a la inseguridad jurídica que crearía una declaración de independencia. Esa decisión fue seguida por numerosas empresas con sede en Cataluña, que sin esperar a una declaración de independencia, decidieron trasladar sus sedes sociales fuera de la comunidad. Tras la declaración de independencia realizada por Carles Puigdemont, a pesar de carecer de efectos jurídicos, la fuga de empresas que deciden cambiar sus sede se convirtió en masiva. El día después de la declaración de independencia, el Museo de Arte Contemporáneo - Castillo de Montsoreau anunció que repatriaría su colección de obras de Art & Language previamente depositadas en el Museo de Arte Contemporáneo de Barcelona (MACBA) desde 2010. Igualmente el miedo se extiende a pymes y ahorradores, que debido a la incertidumbre deciden llevarse su dinero a oficinas bancarias fuera de Cataluña.

## La declaración y suspensión de la independencia del 10 de octubre

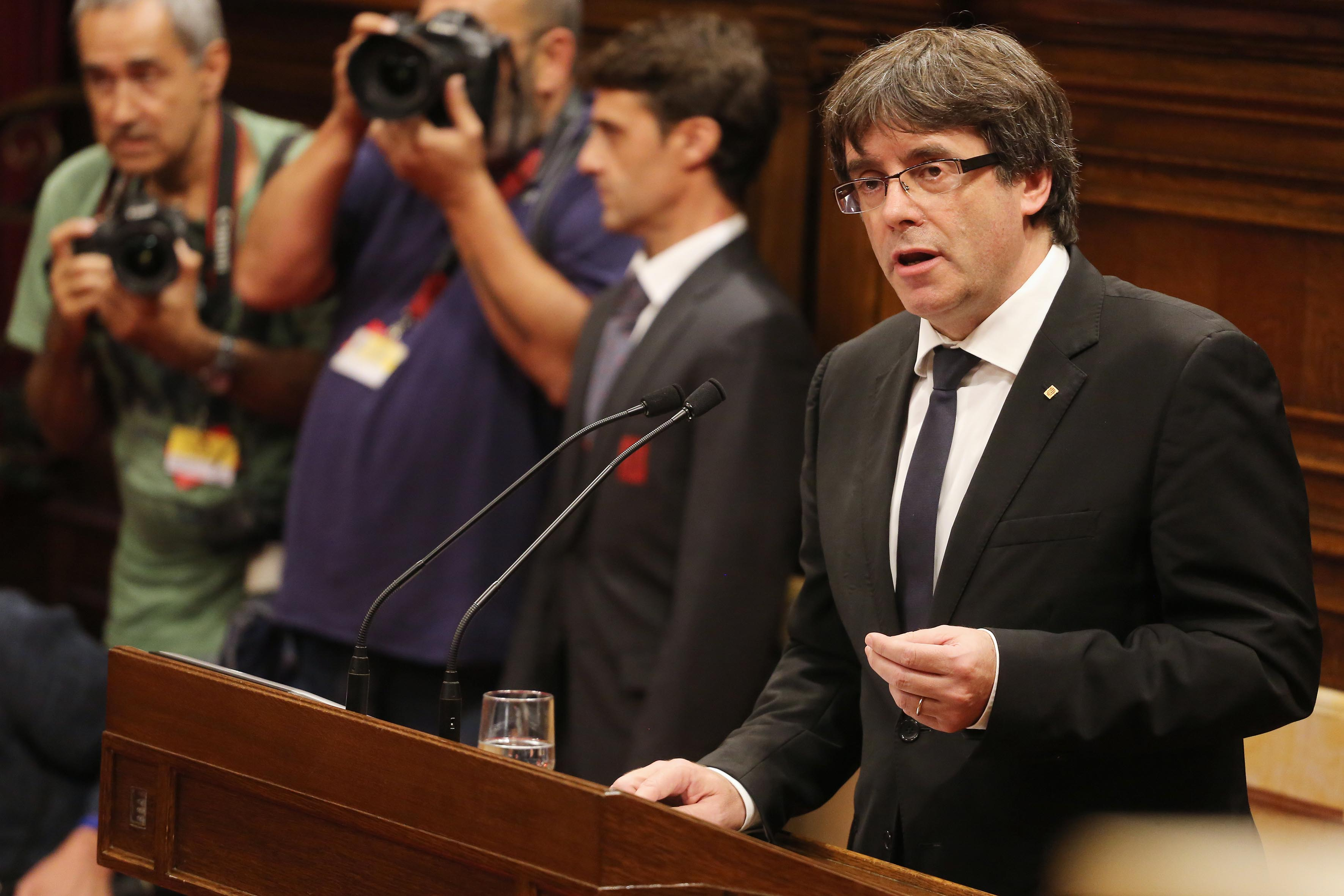
El president Carles Puigdemont dirigiéndose a los diputados del Parlamento de Cataluña el 10 de octubre de 2017.

A pesar de la falta de garantías del referéndum del 1 de octubre y del cuestionamiento de los resultados, el día 10 de octubre de 2017, el Presidente de la Generalidad de Cataluña, Carles Puigdemont, en una intervención en el Parlamento de Cataluña para dar a conocer los resultados del referéndum, declaró asumir «el mandato de que Cataluña se convierta en un Estado independiente en forma de república», para acto seguido proponer que «el Parlamento suspenda los efectos de la declaración de independencia para que en las próximas semanas emprendamos el diálogo». Había pasado menos de un minuto entre la proclamación y la suspensión de la independencia. El formato empleado para expresar el mensaje llevó a algunas iniciales confusiones sobre si efectivamente había declarado la independencia o no.
La noche anterior el expresidente Artur Mas se había entrevistado con Puigdemont para pedirle que no declarara la independencia y que en su lugar convocara elecciones, una opinión que era compartida por la coordinadora del PDeCAT Marta Pascal y por el consejero, también del PDeCAT, Santi Vila, que también presionaron a Puigdemont en el mismo sentido. También pesaron en la decisión final de Puigdemont de declarar la independencia e inmediatamente suspenderla las advertencias de la Unión Europea y el mensaje del presidente de la Unión Donald Tusk quien le pidió que no diera ningún paso que fuera «irreversible» para el diálogo. Otro elemento que probablemente tuvo en cuenta Puigdemont fue la fuga de empresas de Cataluña iniciada tras el triunfo del SÍ en el referéndum.
Al parecer fue Jordi Sánchez, presidente de la Asamblea Nacional Catalana, quien redactó parte del discurso y también la frase en la que se declaraba y a continuación suspendía la independencia. Por su parte Marta Rovira, secretaria general de Esquerra Republicana de Catalunya se mostró muy enfadada por el modo en que se había gestado la suspensión. Por otro lado, el líder de la CUP Quim Arrufat afirmó: «El president nos dijo que no tocaba declarar la República y que aparecieron mediadores internacionales». Sin embargo nunca hubo nada concreto según declaró un alto dirigente del PDeCAT.
Tras levantar la sesión la presidente del Parlamento de Cataluña, Carme Forcadell, los diputados de las dos formaciones independentistas que contaban con la mayoría absoluta en la cámara, Junts pel Sí y la CUP, firmaron en una sala anexa al hemiciclo el documento que proclamaba la República Catalana como Estado independiente y pedía su reconocimiento internacional. Sin embargo, dicho documento ni se votó ni se registró en el Parlamento, por lo que carecía de validez jurídica, como así lo reconoció Puigdemont unos días más tarde.

## Activación del artículo 155 de la Constitución española
Al día siguiente, el Gobierno de España hizo un requerimiento al presidente Puigdemont para que aclarase si efectivamente había declarado la independencia, como paso previo a la intervención estatal de la autonomía según el artículo 155 de la Constitución. También hizo una oferta —consensuada con el PSOE— para revaluar la situación de Cataluña en España y reformar en caso necesario la Constitución. El requerimiento del Gobierno constaba de dos plazos límite, uno hasta el 16 de octubre en el que debería aclarar con un simple «Sí» o «No» si había declarado él o alguna autoridad catalana la independencia de Cataluña y otro plazo de tres días más, hasta el 19 de octubre, para rectificar su actitud en caso de que no respondiese al requerimiento o la respuesta fuese afirmativa. Cumplido el primer plazo, el Presidente de la Generalidad de Cataluña Carles Puigdemont respondió al requerimiento de una forma ambigua, sin dejar claro si había o no declarado la independencia, por lo que el Gobierno activó el segundo plazo del requerimiento. En su nueva respuesta, Puigdemont avisó de que, si el Gobierno aplicase el artículo 155 de la Constitución, el Parlamento votaría la independencia. El Gobierno consideró que la respuesta no era la que se la había pedido y la consideró además una amenaza, por lo que anunció que continuaría con la aplicación del 155.

## La jornada del jueves 26 de octubre: ¿elecciones o DUI?
Según el periodista Oriol March «aquel jueves fue, probablemente, el día más impredecible desde que empezó el proceso catalán en el año 2012».

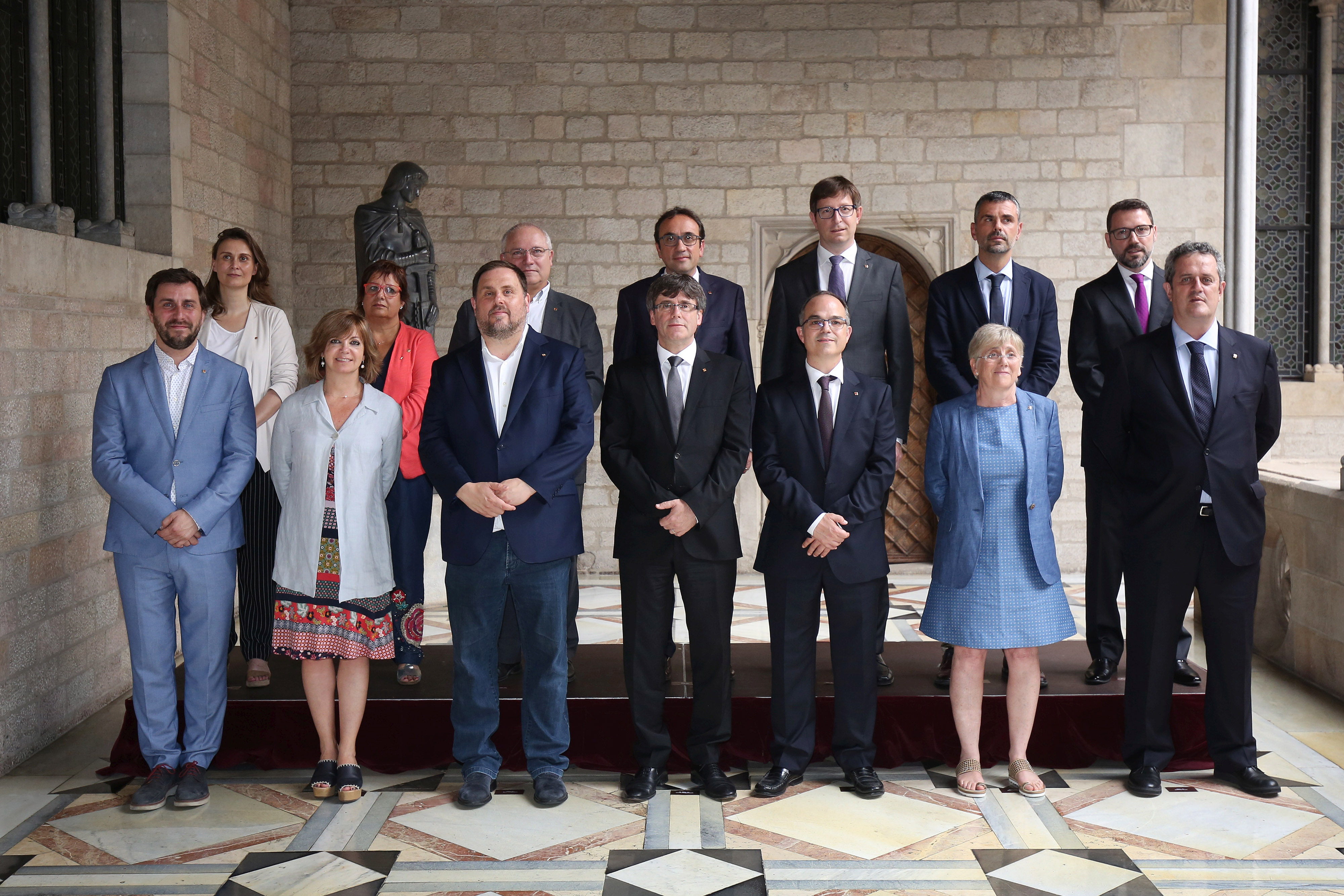
Gobierno de la Generalidad tras su remodelación en julio de 2017. En primera fila y de izquierda a derecha: Toni Comín, Meritxell Borràs, Oriol Junqueras, Carles Puigdemont, Jordi Turull, Clara Ponsatí y Joaquim Forn. En segunda fila y de izquierda a derecha: Meritxell Serret, Dolors Bassa, Lluís Puig, Josep Rull, Carles Mundó, Santi Vila y Víctor Cullell. No está presente el consejero Raül Romeva.

El martes 24 de octubre se reunió el gobierno de Cataluña. El principal tema de discusión fue la convocatoria de elecciones para evitar la aplicación del artículo 155 de la Constitución española de 1978. Al parecer fue el consejero Santi Vila el principal defensor de las elecciones ―acabaría dimitiendo dos días después al no conseguir parar la declaración de independencia―, siendo apoyado por Carles Mundó, mientras que los consejeros Jordi Turull, Clara Ponsatí y Raül Romeva defendieron la declaración de independencia. Por otra parte el presidente Carles Puigdemont había mantenido contactos con la CUP pero esta formación política se había mostrado absolutamente contraria a la convocatoria de elecciones. También había contactado con dirigentes del PSC, como Miquel Iceta, que se ofreció a actuar como mediador con el gobierno de Mariano Rajoy.
Entre las siete de la tarde del miércoles 25 de octubre y las tres de la madrugada del jueves 26, se produjo un acalorado debate en el seno del llamado "Estado Mayor" del proceso sobre si Puigdemont debía convocar elecciones para evitar la intervención de la autonomía por la aplicación del artículo 155 de la Constitución. Parece que ganó la idea de convocar elecciones y alguno de los presentes le dijo a Puigdemont que firmara allí mismo el decreto, pero al parecer fue el consejero Santi Vila quien le dijo que pospusiera la firma hasta la mañana siguiente ―«Estas cosas no se puede hacer a las tres de la mañana», parece que dijo―.

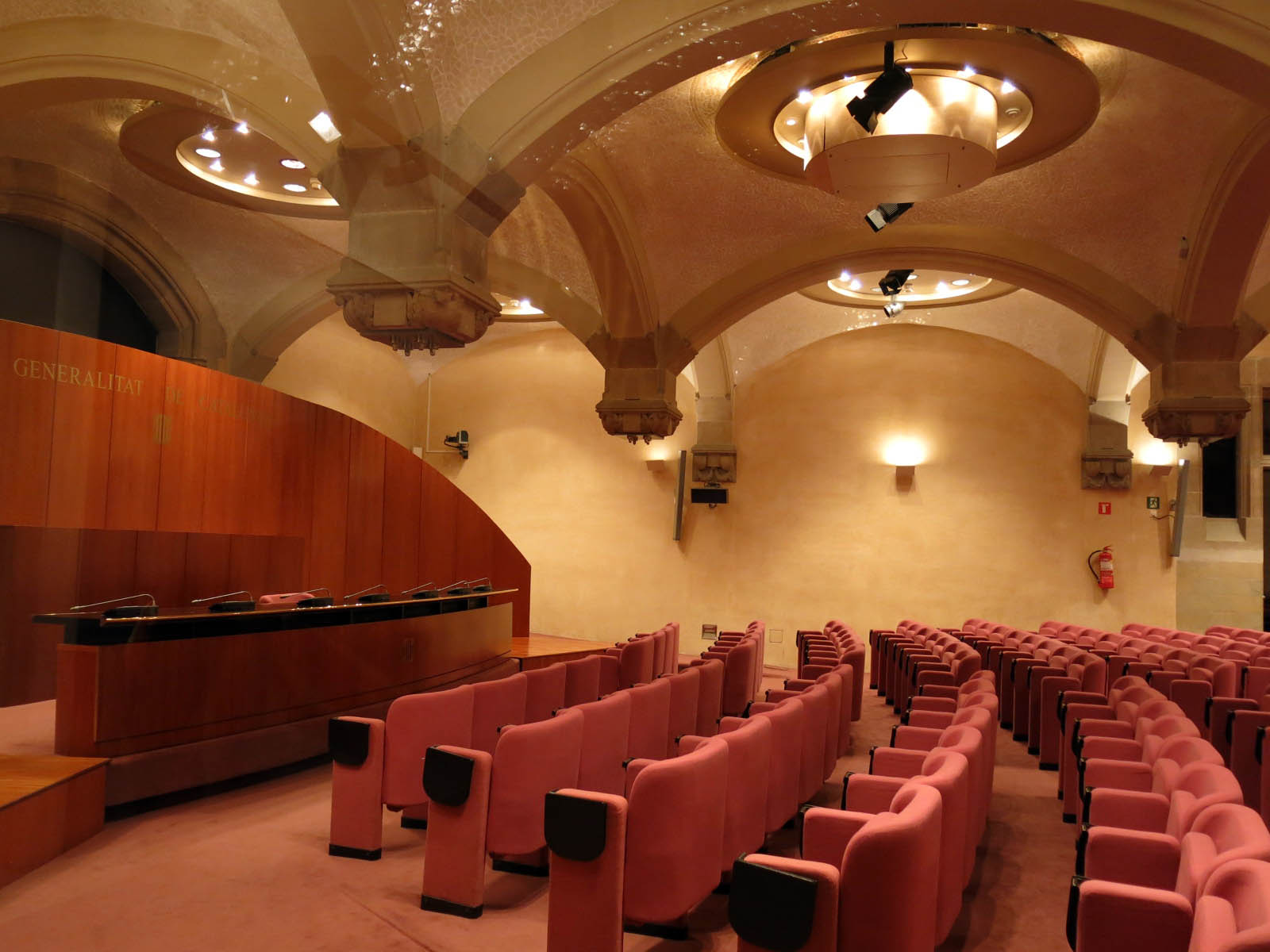
Sala Auditori del Palacio de la Generalidad de Cataluña donde tuvo lugar la reunión entre el gobierno autonómico y los diputados de Junts pel Sí en la mañana del jueves 26 de octubre.

A las 10.30 de la mañana del jueves 26 Puigdemont convocó a todos los diputados de Junts pel Sí, su grupo parlamentario, para que se reunieran con él, con el vicepresidente Oriol Junqueras y con los miembros del gobierno autonómico en el Auditorio del Palacio de la Generalidad de Cataluña. Puigdemont habló de que si se proclamaba la independencia la respuesta del Estado no sería solo la intervención de la autonomía por la aplicación del artículo 155 sino que su respuesta podría ser violenta, que habría «sangre» en las calles y quizás «muertos». La presidenta del parlamento autonómico, Carme Forcadell, intervino para oponerse a la convocatoria de elecciones: «Como mínimo, ya que hemos llegado hasta aquí, proclamemos la independencia y luego se disuelve el Parlament [para convocar elecciones]». Puigdemont le respondió que no era ese el acuerdo que se había llegado con el gobierno de Rajoy. Otra de las personas que también se opuso a la convocatoria de elecciones fue la portavoz de Junts pel Sí y dirigente de Esquerra Republicana de Catalunya (ERC) Marta Rovira. A todos los partidarios de seguir adelante con la proclamación de la independencia Puigdemont les dijo: «Para que se entienda: no tenemos nada. No tenemos estructuras de Estado, no tenemos a los Mossos, no tenemos ningún fondo económico, no tenemos ningún mediador internacional». Terminada la reunión los diputados Josep Rull y Jordi Turull le dijeron a Puigdemont: «No nos puedes hacer eso», en referencia a la convocatoria de elecciones.
Poco después se reunió la dirección de Esquerra Republicana con Oriol Junqueras al frente que acordó que si se convocaban elecciones ERC abandonaría el gobierno autonómico. Casi al mismo tiempo el diputado por ERC en el Congreso de Diputados Gabriel Rufián publicó un tuit que decía «155 monedas de plata», sumándose así a las acusaciones de «traidor» lanzadas contra Puigdemont por algunos sectores del independentismo.
Ante estas presiones Puigdemont decidió aplazar una hora la comparecencia ante la prensa para comunicar la convocatoria de las elecciones que estaba prevista para la una de la tarde. Finalmente apareció a las cinco para anunciar que no habría elecciones por falta de «garantías» por parte del gobierno de Mariano Rajoy de que no aplicaría el artículo 155 de la Constitución. Los contactos que habían mantenido a última hora el jefe de gabinete de Puigdemont Josep Rius y el jefe de gabinete de Rajoy Jorge Moragas no habían dado ningún resultado pues este no se había comprometido a parar el 155, ni a cumplir ninguna de las otras tres exigencias planteadas por Puigdemont: la excarcelación de Jordi Sánchez, presidente de la Asamblea Nacional Catalana, y de Jordi Cuixart, presidente de Òmnium Cultural; la retirada de los agentes de la Policía Nacional y de la Guardia Civil desplazados a Cataluña; y el freno a la Fiscalía General del Estado que preparaba una querella contra todo el gobierno autonómico. Puigdemont tampoco se fio de las garantías que le daban el PSOE y el PSC de que el 155 lo aprobaría el Senado pero que no se aplicaría si convocaba elecciones. Una hora después de la comparecencia de Puigdemont comenzó el pleno del Parlamento de Cataluña en el que el presidente del gobierno autonómico se limitó a escuchar a los diversos portavoces y no intervino.

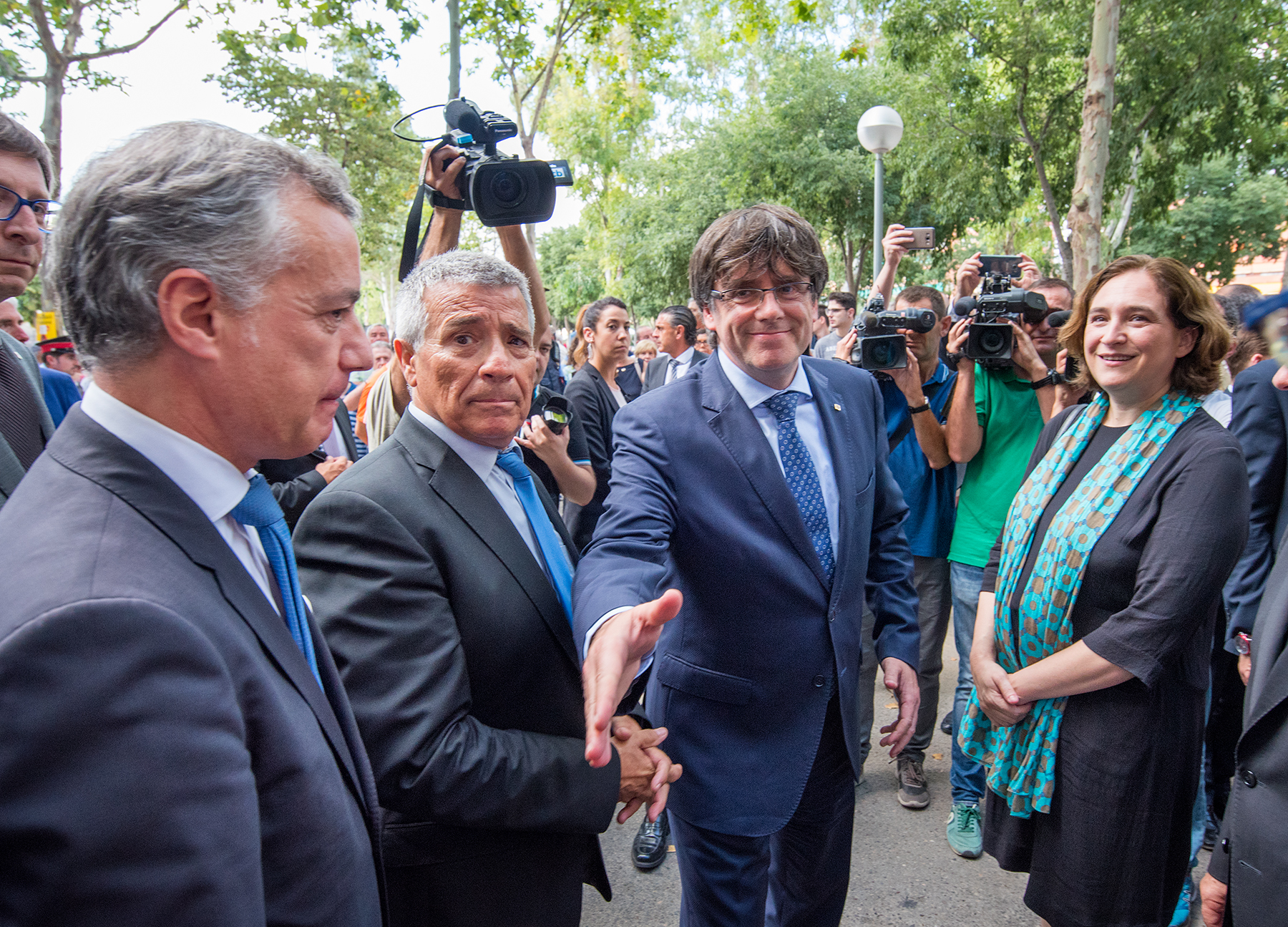
Encuentro entre el lehendakari Iñigo Urkullu y el president Carles Puigdemont en el acto conmemorativo del treinta aniversario del atentado de Hipercor celebrado el 19 de junio de 2017. A la derecha la alcaldesa de Barcelona Ada Colau.

Tal vez el mediador más importante y más implicado entre la Generalidad y el gobierno español había sido el lehendakari Iñigo Urkullu. Su principal contacto en el gobierno autonómico era el consejero Santi Vila ―quien a su vez mantenía contacto con la presidenta del Congreso de los Diputados Ana Pastor y con el ministro de justicia Rafael Catalá―. Al parecer Urkullu influyó en las dos cartas que envió Puigdemont a Rajoy en respuesta a su requerimiento sobre si había declarado o no la independencia en su intervención ante el parlamento autonómico el 10 de octubre. La actividad mediadora de Urkullu se acentuó durante la segunda quincena del mes de octubre recibiendo mensajes tanto de la Moncloa como de la Generalidad. Al parecer la iniciativa de Urkullu se debió a la visita que recibió en Vitoria meses antes de la celebración del referéndum por parte de cuatro figuras destacadas del mundo económico catalán ―Emili Cuatrecasas, Joaquim Coello, Marian Puig y Juan José López Burniol― que le pidieron que mediara en el conflicto catalán. Estas personas del mundo empresarial catalán también se entrevistaron con Puigdemont para pedirle que no proclamara la independencia.
Urkullu intentó hablar personalmente con Mariano Rajoy el lunes 23 de octubre pero no lo consiguió. Al día siguiente habló con el secretario general del PSOE Pedro Sánchez, que por su parte mantenía contactos con Marta Pascal ―y esta con Pablo Iglesias, el líder de Podemos―, pero aquel le dijo que todo dependía de Rajoy. Lo que nunca consiguió Urkullu fue que Puigdemont y Rajoy dialogaran directamente.

## Declaración unilateral de independencia
En la mañana del viernes 27 de octubre el gobierno autonómico se reunió en una sala del Parlamento de Cataluña para tratar el tema de la declaración de independencia que se iba a producir ese día y también para decidir que el consejero Josep Rull asumiera también la consejería de Empresa y Conocimiento que había dejado vacante Santi Vila al haber dimitido el día anterior en desacuerdo con la decisión del presidente Carles Puigdemont de seguir con el proceso de independencia y no convocar elecciones.

España (sin Cataluña)
Cataluña
Estados que han reconocido oficialmente la independencia de la República Catalana
Estados que han rechazado reconocer la independencia de la República Catalana
Estados que no han expresado su posición sobre la República Catalana, o posición poco clara

Nada más comenzar el pleno los grupos parlamentarios de Junts pel Sí y la CUP presentaron la propuesta de resolución que incluía la declaración de independencia que los diputados independentistas habían firmado el 10 de octubre en el Auditorio del Parlamento y por tanto sin ningún valor jurídico. Antes de que se produjera la votación los diputados de Ciudadanos, Partido Popular y PSC abandonaron la cámara en señal de protesta. Aquella se celebró de forma secreta para evitar las posibles imputaciones por parte de la fiscalía.
La declaración fue aprobada por 70 votos a favor, 10 en contra y 2 votos en blanco. Los servicios jurídicos del Parlamento catalán ya habían advertido que la votación no debería tener lugar, ya que la ley en la que se basaba había sido suspendida por el Tribunal Constitucional. Cabe señalar que los partidos que presentaron la declaración en el parlamento y únicos partidarios de la independencia unilateral, JxSÍ y la CUP, sumaban 72 de los 135 escaños, teniendo mayoría absoluta, pero que solo representaban al 47,80 % de los electores (reparto mayoritario de escaños debido a la división de los votos en circunscripciones electorales a la hora de asignar escaños).
Tras levantar la sesión la presidente del parlamento de Cataluña, los diputados independentistas se reunieron con centenares de alcaldes que les esperaban fuera del hemiciclo. Estos los recibieron al grito de “llibertat, llibertat”, en referencia a los dos Jordis encarcelados.
Ningún estado ni organismo internacional reconoció la validez de la declaración.
El 31 de octubre de 2017, el Tribunal Constitucional suspendió la declaración unilateral de independencia como consecuencia del incidente de ejecución de sentencia que presentó el Gobierno de España, estimando los incumplimientos de la nulidad de la Ley del referéndum de autodeterminación de Cataluña y la suspensión de la Ley de transitoriedad jurídica y fundacional de la República Catalana. La anuló definitivamente el 8 de noviembre.

## Aplicación del artículo 155 de la Constitución: la intervención de la autonomía de Cataluña
La votación sobre la declaración de independencia se produjo unas horas antes de que el Senado autorizara aplicar el artículo 155 de la Constitución española y de que el Gobierno de España interviniera la autonomía. Tras la aprobación por el Senado de la activación del artículo 155, Mariano Rajoy anunció el cese del gobierno catalán y la convocatoria de elecciones al Parlamento de Cataluña para el día 21 de diciembre.

## Tras la declaración de independencia y la intervención de la autonomía
A última hora de la tarde del viernes 27 de octubre el gobierno autonómico se reunió en el Palacio de la Generalidad y una de las decisiones que tomaron fue frenar la puesta en marcha de la República y dejar en suspenso los 41 decretos que estaban preparados para aplicar la ley de transitoriedad jurídica y fundacional de la República Catalana ―la lista de estos decretos había sido encontrada por la Guardia Civil en el registro que realizó el 20 de septiembre en la Conselleria de Economía―. Los miembros del gobierno autonómico tuvieron en cuenta que las «estructuras de Estado» no estaban preparadas ya que no se había producido ningún avance en temas esenciales como la financiación, la seguridad o el reconocimiento internacional. Por otro lado, a esa hora el presidente del gobierno Mariano Rajoy ya había comparecido ante los medios de comunicación para anunciar la destitución de todo el gobierno autonómico y la convocatoria de elecciones autonómicas para el día 21 de diciembre en aplicación del artículo 155 de la Constitución. Una vez finalizada la reunión del gobierno autonómico no se realizó ninguna declaración pública y tampoco se dio ninguna instrucción sobre qué hacer a continuación. Mientras, en la Plaza de Sant Jaume se celebraba un concierto por la proclamación de la independencia organizado por la Asamblea Nacional Catalana y Òmnium Cultural.

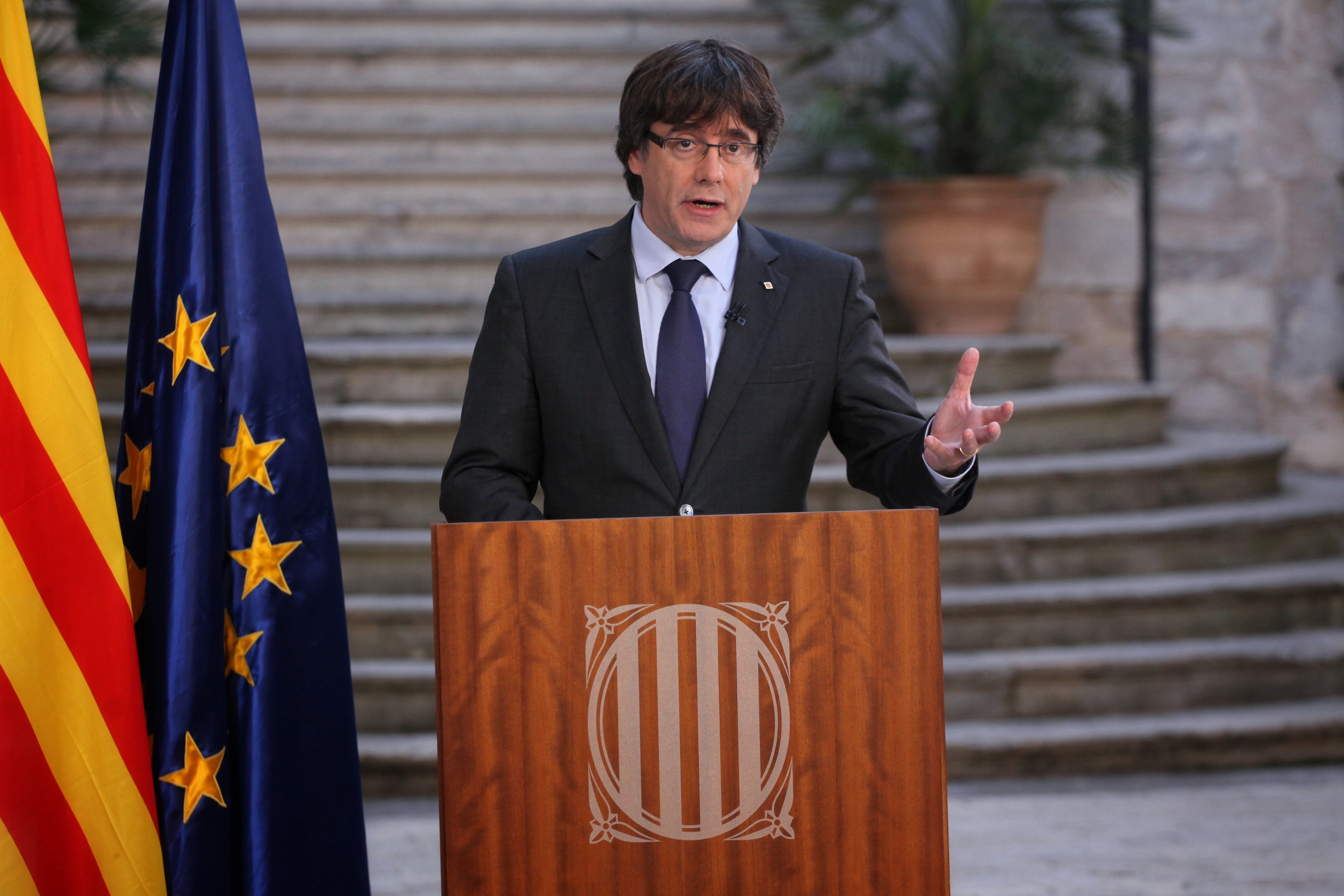
El presidente Puigdemont al día siguiente de la proclamación de independencia pronunciando un discurso por televisión desde Gerona. El discurso estaba grabado y cuando fue emitido Puigdemont ya tenía planeado huir a Bruselas.

En la mañana del sábado 28 de octubre Carles Puigdemont grabó un mensaje frente a la delegación de la Generalidad en Gerona en el que, aunque no habló de la República, dijo que no se consideraba cesado por la aplicación del artículo 155 porque «sólo lo puede hacer el Parlament» e hizo un llamamiento a la «oposición democrática» al 155. En la tarde del día siguiente, domingo 29 de octubre, Carles Puigdemont abandonó de incógnito su domicilio en Sant Julià de Ramis (provincia de Gerona) para en coche cruzar la frontera francesa y dirigirse después a Marsella, donde cogió un avión con destino a Bruselas. A mediodía del lunes 30 de octubre es cuando salta la noticia de que Puigdemont se encuentra en la capital comunitaria. En ese momento se encontraba reunida la ejecutiva de su partido, el PDeCAT, que no sabía nada de los planes del presidente autonómico de abandonar España. Tampoco lo sabían en Esquerra Republicana de Cataluña cuya ejecutiva también se encontraba reunida aquella mañana. Pronto se supo que siete consejeros del gobierno autonómico también se encontraban en Bruselas: Lluís Puig (Cultura), Clara Ponsatí (Enseñanza), Toni Comín (Salud), Meritxell Serret (Agricultura), Meritxell Borràs (Gobernación), Joaquim Forn (Interior) y Dolors Bassa (Trabajo). Los tres últimos decidieron no quedarse en Bruselas y volver a España a tiempo para presentarse ante la juez de la Audiencia Nacional que había citado a todos los miembros del gobierno autonómico incluido su presidente el jueves 2 de noviembre para hacer frente a la querella presentada por la Fiscalía General del Estado por los presuntos delitos de rebelión, sedición y malversación de caudales públicos.
El jueves 2 de noviembre se presentaron ante la juez Carmen Lamela de la Audiencia Nacional el exvicepresidente Oriol Junqueras y los exconsellers Josep Rull, Jordi Turull, Carles Mundó, Raül Romeva, Joaquim Forn, Dolors Bassa, Meritxell Borràs y Santi Vila. Tras prestar una breve declaración la juez envió a prisión sin fianza a los ocho primeros ―los hombres fueron encarcelados en la prisión de Estremera y las dos mujeres en la prisión de Alcalá Meco―. Sólo se libró Santi Vila, ―que había dimitido el día anterior a la declaración de independencia― que solo pasó una noche en prisión porque salió al día siguiente tras pagar la fianza de 50.000 euros que había fijado la juez.
La juez Carmen Lamela de la Audiencia Nacional cursó una euroorden para que fueran entregados a España los cinco huidos a Bélgica. Estos se presentaron ante el juez en Bruselas el 5 de noviembre, quien decidió ponerlos en libertad con medidas cautelares, lo que contrastaba con la decisión de prisión provisional decretada por la juez Lamela contra los consejeros que habían permanecido en España y se habían presentado a declarar.
Cuando el juez del Tribunal Supremo Pablo Llarena se hizo cargo del caso puso en libertad con medidas cautelares el 4 de diciembre ―horas antes de que empezara la campaña electoral del 21-D― a los consejeros Rull, Turull, Romeva, Mundó, Borràs y Bassa, dejando en prisión al vicepresidente Oriol Junqueras y al exconseller de Interior Joaquim Forn. También puso en libertad bajo fianza de 25.000 euros a los miembros independentistas de la mesa del Parlamento de Cataluña ―Lluís Corominas, Ramona Barrufet, Lluís Guinó y Anna Simó― y a su presidenta Carme Forcadell ―esta última llegó a pasar una noche en prisión y salió al día siguiente tras el pago de la fianza de 150.000 euros fijada por el juez―. Sin embargo, tres meses y medio después el juez Llarena ordenó el ingreso de nuevo en prisión de los consejeros Rull, Turull, Romeva y Bassa, y de la presidente del parlamento autonómico Carme Forcadell.

## Posiciones políticas
Los partidos políticos con representación parlamentaria en Cataluña y en España, han tenido posiciones enfrentadas con respecto a la declaración de independencia de Cataluña.

### A favor
Junts pel Sí, coalición nacionalista catalana formada por PDECAT (sucesora de CDC) y por ERC, junto con diversos movimientos sociales, eran partidarios de la Declaración unilateral de independencia, si bien en PDeCAT había algunos partidarios de convocar previamente elecciones autonómicas para frenar la aplicación del artículo 155 de la Constitución española.
La CUP, partido catalán de extrema izquierda, anticapitalista y antisistema, era igualmente partidaria de la Declaración unilateral de independencia.

### Posición intermedia
Catalunya Sí que es Pot, una coalición catalana de izquierdas integrada por Iniciativa per Catalunya Verds (ICV), Esquerra Unida i Alternativa (EUiA), Podemos y Equo, así como la plataforma ciudadana Barcelona en Comú, se mostraban partidarios de abrir una negociación entre todas las partes para buscar un acuerdo común que fuera sometido a un referéndum pactado, legal y vinculante. No obstante se mostraron en contra de esta declaración por ser unilateral y representar solo a una parte de la sociedad catalana. Igualmente se mostraron contrarios a la aplicación del artículo 155 en Cataluña incluso tras la declaración unilateral de independencia.
El PNV, partido nacionalista vasco cercano a PDeCAT, era partidario de respetar la decisión que tomara el Parlamento de Cataluña, si bien se mostraba favorable a una solución negociada entre todas las partes y que se evitaran actuaciones unilaterales. El lehendakari, Iñigo Urkullu, tuvo un importante papel mediador para intentar conseguir un acuerdo que frenara la Declaración unilateral de independencia y la aplicación del artículo 155 de la Constitución española en Cataluña.

### En contra
Ciudadanos, partido nacido de la plataforma cívica catalana Ciutadans de Catalunya, contraria al nacionalismo catalán y con presencia en toda España, se mostraba contrario a una declaración de independencia y era partidario de la aplicación inmediata del artículo 155 en Cataluña sin esperar a que se aprobara la declaración de independencia.
El PSC, partido catalán asociado al PSOE, se mostró en contra de una Declaración unilateral de independencia por no respetar la legalidad. Los socialistas no se oponían a la aplicación del artículo 155 en caso de que se produjera una declaración unilateral de independencia, pero eran contrarios a aplicarlo si finalmente no se aprobaba dicha declaración.
El PP se mostró en contra de una Declaración unilateral de independencia por no respetar la Constitución española ni el Estatuto de autonomía de Cataluña. En cuanto a la aplicación del artículo 155, aunque el partido contaba con mayoría absoluta en el Senado y por tanto tenía la capacidad de autorizar o rechazar la aplicación del artículo 155 unilateralmente, su postura fue la de conseguir previamente un acuerdo entre los partidos no independentistas para la aplicación del artículo, tanto en la conveniencia o no de autorizarlo, como en las medidas a aplicar.